# 엔젤 (2007년 영화)
엔젤(Angel)은 프랑소와 오종 감독의 영국의 2007년 로맨틱 드라마 영화이다. 이 작품은 1957년 엘리자베스 테일러의 동명 소설을 원작으로 하며, 테일러가 쓴 과한 소설의 가짜 세계가 현실을 대체하는 에드워드 시대 영국의 열정적인 젊은 여성의 짧은 삶에 대해 다루고 있다. 주인공은 로멀러 개리가 묘사했다. 다른 캐릭터는 샘 닐, 마이클 패스벤더 및 샬럿 램플링이 연기했다.

## 줄거리
17세의 고아 소녀 엔젤 데버렐은 어머니의 식료품점 위층에 살며 허황된 로맨스 소설을 쓰는 부적응자이다. 우연히 런던의 한 출판사가 그녀의 작품을 출판하기로 하면서 그녀는 큰 성공을 거두고, 그 돈으로 "파라다이스"라는 대저택을 사들여 귀족처럼 살아가게 된다.
파티에서 엔젤은 자신과 자신의 글을 숭배하는 노라를 만나 그녀를 비서로 고용한다. 또한 노라의 잘생긴 화가 지망생 남동생 에스메에게 반해 그를 끈질기게 따라다닌 끝에 결혼에 성공한다. 그러나 "파라다이스"에서의 엔젤의 환상적인 삶은 에스메의 취향에 맞지 않았고, 결국 제1차 세계 대전이 발발하자 그는 군에 입대한다. 전쟁으로 남편을 잃을까 두려워하는 엔젤은 소설에서 평화주의를 옹호하기 시작하지만, 이는 대중의 외면을 받아 판매량이 급감하고 그녀는 돈이 바닥난다. 설상가상으로 뱃속의 아이마저 잃게 된다.
전쟁에서 다리를 잃고 망가진 모습으로 돌아온 에스메는 자살하고 만다. 엔젤은 인터뷰에서 여전히 현실을 부정하지만, 에스메의 책에서 발견된 편지를 통해 에스메에게 정부 안젤리카가 있었으며, 에스메가 파라다이스를 팔기 전까지 안젤리카와 그녀의 아이를 부양했다는 사실을 알게 된다. 엔젤은 안젤리카의 집으로 편지를 돌려주러 갔다가 그녀와 그녀의 어린 아들을 목격한다. 파라다이스로 돌아와 노라와 함께 살아가던 엔젤은 감기에 걸려 죽고, 그녀의 출판업자는 엔젤의 소설이 더 이상 팔리지 않는다는 사실을 노라에게 고백한다. 노라는 엔젤의 집을 상속받게 된다.

## 출연

### 주연
- 로몰라 가레이
- 샬롯 램플링

### 조연
- 루시 러셀
- 마이클 패스벤더
- 샘 닐
- 재클린 통
- 재닌 더비츠키
- 크리스토퍼 벤자민
- 젬마 포웰
- 사이먼 우즈
- 앨리슨 파게터
- 세이모어 매튜스
- 톰 조지슨
- 우나 스텁스
- 로잔나 러벨
- 제프리 스트레트필드
- 로저 모리지

## 기타
- 원작자: 엘리자베스 테일러
- 공동제작: 크리스토퍼 그레니어-디피르
- 공동제작: 제네비에브 리말
- 공동제작: 알렉상드르 리펜스
- 미술: 카샤 비스콥
- 의상: 파스칼린 샤반느
- 배역: 카렌 린제이 스튜어트